# هيلتون موريرا
هيلتون موريرا (27 فبراير 1981 ببندامونهانغابا في البرازيل - ) هو لاعب كرة قدم برازيلي في مركز الهجوم. لعب مع أتلتيكو غويانيينسي وبرسيب باندونغ ونادي سريويجايا وDeltras F.C. ‏ وMixto Esporte Clube ‏ ونادي 15 نوفمبر ‏ ونادي أنابولينا ونادي ساو بينتو الرياضي وSociedade Esportiva Palmeiras B ‏ ونادي بينانق.

## وصلات خارجية
- هيلتون موريرا على موقع قاعدة بيانات كرة القدم.إي يو (الإنجليزية)
- هيلتون موريرا على موقع Soccerway.com (الإنجليزية)